# Sommarlov 09
Sommarlov 09 var SVT:s sommarlovsprogram 2009.
Programledare var Nicolaj "Nic" Schröder och Ola Selmén. Denna sommar var Schröders fjärde som programledare för sommarlovsprogram och nypremiär för Selmén som även är programledare för TV-programmet Amigo.
Det 1:a programmet sändes måndagen den 8 juni klockan 9 med repris 18.30 i SVT B och det 50:e och sista programmet sändes samma tid fredagen den 14 augusti.
Sommarlovprogrammets handling var att Sverige skulle vinna guld efter ett segt sportår 2008. Nic och Ola hittade på nya sporter som barn och vuxna kunde tävla i, samt hittade på sånger till sporterna.
Sommarlovsprogrammets avsnitt slutade alltid med att Nic och Ola blev nerbrottade av brottare.
Då och då sändes det serier. Serier som sändes i programmet var Hydronauterna, Dinosapien, Småkryp, Katten och datormusen, Den itusågade kaninen, Äventyr till havs, Blue Water High, Vampyrskolan och Lillas smågodis. 
Uppföljaren till Sommarlov 09 var Sommarlov 10. Men dock var inte Sommarlov 09 en uppföljare till Sommarlov 05.